# Upplands runinskrifter 1026
Runinskrift U 1026 är en runsten vid Lena kyrka, Lena socken, Uppsala kommun i Uppland.

## Runstenen
U 1026 står rest ungefär 150 meter söder om kyrkan, på sydligaste delen av samma ås som kyrkan står på. Bredvid finns även U 1027.
Stenen består av grå granit. Den är 1,60 meter hög och 0,70 meter bred. Den ristade ytan är plan och slät. De ristade linjerna är djupt och tydligt huggna, med breda rundade linjer.

## Inskriften
Translitterering av runraden:
brantr ' uk ' sihuiþr ' litu ' risa ' stin ' at ' munta ' broþur
Normalisering till fornvästnordiska:
Brandr ok Sigviðr létu reisa stein at Munda, bróður.
Översättning till nusvenska:
Brand och Sigvid läto resa stenen efter Munde, (sin) broder.

## Historia
I början på 1600-talet satt stenen inmurad i den norra kyrkogårdsmuren, på den inre sidan. Stenen togs ur muren och restes på nuvarande plats 1864 av Richard Dybeck, tillsammans med U 1027 och U 1028 (som dock senare flyttats tillbaka till kyrkans vapenhus). 1951 restes stenen återigen upp.